# Shin Megami Tensei: Persona 3
 (janvier 2010).
Si vous disposez d'ouvrages ou d'articles de référence ou si vous connaissez des sites web de qualité traitant du thème abordé ici, merci de compléter l'article en donnant les références utiles à sa vérifiabilité et en les liant à la section « Notes et références ».
Pour les articles homonymes, voir Persona 3.
Shin Megami Tensei: Persona 3, simplement intitulé au Japon Persona 3 (ペルソナ3, Perusona Surī) est un jeu vidéo de rôle développé et édité au Japon et aux États-Unis par Atlus (édité en Europe par Koei et en Allemagne par THQ). Il est sorti sur PlayStation 2 en France le 29 février 2008. Une extension, Persona 3 FES, est sortie au Japon le 19 avril 2007 et en France le 17 octobre 2008. Elle ajoute diverses fonctions à l'aventure, comme un nouveau personnage, un mode difficile, un nouveau chapitre à la durée de vie estimée à une trentaine d'heures et quelques ajouts divers à l'aventure originale. Il remporte un succès commercial considérable, notamment aux États-Unis, et est proclamé "meilleur jeu de l'année 2007", ainsi que "meilleur RPG de l'année 2008". Par la suite, il entre au palmarès des "meilleurs jeux de tous les temps". Le jeu lui-même n'a jamais été traduit de l'anglais, dans l'édition française, seuls la boîte et le manuel sont en français.
Une version PlayStation Portable intitulée Persona 3 Portable est sortie au Japon en novembre 2009, en Amérique du Nord en juillet 2010 et en Europe en avril 2011. Le remake ajoute la possibilité de jouer une nouvelle protagoniste, de nouveaux éléments d'histoire et une nouvelle interface conçue pour la PSP. Une version pour Microsoft Windows, Xbox One, Xbox Series, PlayStation 4 et Nintendo Switch est sortie en janvier 2023 avec, pour la première fois, des sous-titres en français,,.
Un remake de Persona 3 intitulé Persona 3 Reload est sorti le 2 février 2024 sur Microsoft Windows, PlayStation 4, PlayStation 5, Xbox One et Xbox Series.

## Histoire et univers du jeu
L'intrigue débute le soir du 6 avril 2009. Le joueur incarne un lycéen transféré au lycée Gekkoukan (私立月光館学園 shiritsu Gekkōkan gakuen ; litt. « académie privée de la demeure du clair de lune ») situé dans une ville japonaise, construite sur une île artificielle au bord de la mer, appelée Tatsumi Port Island (辰巳ポートアイランド Tatsumi Pōto Airando). Quelques jours après son entrée dans son nouveau lycée, le dortoir d'Iwatodai (巌戸台分寮, Iwatodai-bunryō) dans lequel il séjourne, se fait attaquer par des entités maléfiques. Il parvient à les neutraliser mais tombe aussitôt d'épuisement.
Une dizaine de jours plus tard, après s'être réveillé à la suite de la fatigue générée par cet incident, il apprend qu'elles se nomment « Ombres » et que son dortoir est uniquement peuplé de personnes capables de les voir, et éventuellement de les combattre. Il rejoint alors la SEES (« Section d'exécution extrascolaire spécialisée ») dans le but d'éradiquer les Ombres qui apparaissent pendant la 25e heure de la journée, l'« heure sombre » (影時間, kage-jikan), une heure perçue uniquement par certaines personnes à minuit, entre un jour et le suivant.
Pour cela, les héros utilisent une arme spéciale nommée « Evoker » semblable à un pistolet et permettant à son utilisateur, s'il se tire une balle d'Evoker dans la tête, d'invoquer sa « Persona » (ペルソナ, Perusona), une entité qui représente la personnalité de son détenteur, et qui possède de grands pouvoirs magiques permettant de combattre les Ombres.

### Persona
La Persona est une entité qui reflète l'âme de son détenteur, elle est la représentation d'au moins une facette sa personnalité. Cela fait référence à la persona (le « masque social ») dont parle Carl Gustav Jung dans sa psychologie analytique. Les Persona ont souvent une forme plus ou moins humaine, mais peuvent avoir un design très recherché.
Chaque membre de la SEES a sa propre Persona, et chacune d'entre elles a ses propres forces et faiblesses, ainsi que des compétences variées. Chaque Persona est liée à un arcane majeur du tarot divinatoire. À la fin de chaque combat, les Persona gagnent en expérience, jusqu'à monter de niveau, ce qui renforce leur force et leur accorde de nouvelles compétences.
Seul le héros peut contrôler plusieurs Persona, d'arcanes différents, tandis que les autres personnages jouables n'en ont qu'une.
La gestion des Persona est un élément clef du jeu, le joueur peut en créer de nouvelles en les fusionnant, et gagne des bonus d'expérience en fonction des liens sociaux qu'il a noués au cours du jeu. Les fusions de Persona se font via la Chambre de Velours, accessible par le héros. Le joueur est limité par le niveau de son personnage lors de la fusion, car la Persona finale doit avoir un niveau inférieur ou égal à celui du héros (hors bonus d'expérience). Il est aussi mis à la disposition du joueur le Compendium, dans lequel il peut enregistrer les nouvelles Persona pour pouvoir les réutiliser (moyennant une certaine somme d'argent définie par la force de la Persona) s'il vient à s'en séparer.
Il est à noter que chaque Persona est issue de personnages de différentes mythologies (grecque, celtique, nordique, hindoue, chinoise, japonaise, arabe, mésopotamienne...). Le jeu propose une description de chaque Persona via le Compendium.

### L'Heure Sombre
L'Heure Sombre (影時間, kage-jikan ; litt. « l'heure des ombres ») est une heure « supplémentaire », entre une journée et la suivante, durant laquelle apparaissent les Ombres. Seuls de rares élus peuvent circuler pendant cette heure. Parmi eux, tous ont la capacité d'invoquer une Persona. Les autres se « transmogrifient » en cercueils, et sont donc dans une sorte de coma jusqu'à la fin de l'Heure Sombre, ne se rendant donc compte de rien. Même ceux qui ne subissent pas le phénomène de transmogrification ont du mal à se souvenir ou ne se souviennent pas du tout de l'Heure Sombre, une fois celle-ci passée, et parmi elles, les personnes victimes des Ombres sont perçues de l'extérieur comme des victimes d'un étrange phénomène baptisé le « syndrome d'apathie » (無気力症 mukiryoku-byō). C'est durant l'Heure Sombre que se déroulent les combats et l'exploration du Tartare.
- Les Ombres

Les Ombres (シャドウ, Shadō ; de l'anglais « shadow ») sont des créatures de l'ombre qui apparaissent durant l'Heure Sombre. Ce sont les principaux ennemis du jeu. Ils se trouvent pour la plupart dans le Tartare. Leur design est souvent étrange et dérangeant. Ils sont, tout comme les Persona, liés à des arcanes du tarot divinatoire.
- Le Tartare

Le Tartare (タルタロス, Tarutaros) (référence au Tartare de la mythologie grecque) est une énorme tour qui apparait à la place du lycée Gekkoukan durant l'Heure Sombre. Son plan est différent chaque nuit, mais l'architecture globale reste toujours la même. Il est découpé en plusieurs « blocs » qu'il faudra explorer tout au long du jeu. Il s'agit donc du seul « donjon » du jeu.
- Pleine lune

Les phases de la lune sont un élément important du jeu. À chaque pleine lune, une Ombre majeure apparait (voire deux lors de certaines pleines lunes), et c'est au joueur de le détruire avant qu'il ne fasse trop de dégâts. Les nuits de pleines lunes sont aussi les moments où le scénario avance véritablement.

### Chambre de Velours
La Chambre de Velours (ベルベットルーム, Berubetto Rūmu ; en anglais « Velvet Room ») est un lieu énigmatique, dans lequel réside le mystérieux personnage de Igor. Le héros s'y retrouve la plupart du temps en rêve, mais le joueur peut choisir d'y aller de son propre gré durant le jeu. Dans la Chambre de Velours, le héros peut demander à Igor de fusionner des Persona en sa possession, afin d'en créer de plus puissantes. Igor est accompagné d'une jeune assistante du nom d'Elizabeth. Elle porte avec elle l'« encyclopédie des Persona » (ペルソナ全書, Perusona zensho), et propose de nombreuses requêtes au héros tout au long du jeu.
La Chambre de Velours est un élément récurrent de la série Persona, et Igor est présent dans tous les autres jeux de la série. Dans Persona 3, elle a la forme d'une sorte de grand ascenseur, qui n'arrive à destination qu'à la fin du jeu. Dans Persona 3 Portable, Elizabeth peut être remplacée par Theodore, une version masculine de celle-ci.

## Système de jeu
Le Système de jeu de Persona 3 mêle simulation de vie et combat contre les Ombres la nuit lors de l'Heure Sombre. Il y a donc deux phases de jeu.

### La vie lycéenne
Persona 3 est un jeu fondé sur la gestion du temps, le joueur vivant une année scolaire entière à suivre comme tout autre étudiant.
Les journées sont découpées en plusieurs périodes (comme matin, midi, après-midi...) qui sont souvent passées, durant lesquelles on ne "joue" pas vraiment, mais où l'on dialogue avec des camarades, répond à la question d'un professeur... Puis vient la période "Après les cours", durant laquelle on peut se promener en ville, faire des achats, sortir avec des amis, etc.
Après une activité de ce genre, le héros retourne automatiquement au dortoir. Il lui est alors possible de dialoguer avec les personnes présentes, d'aller directement se coucher, d'étudier, ou encore d'aller explorer le Tartare.
Le dimanche ou durant les vacances, le joueur est libre toute la journée.
Dans Persona 3, le joueur a la possibilité de créer des Liens Sociaux avec des personnages non jouables et quelques personnages jouables. Ce système permet de découvrir leur histoire, le but étant de s'en faire des amis. Chaque Lien Social, tout comme les Personae, est lié à une Arcane du Tarot divinatoire.
Les Liens Sociaux permettent en fait au héros de devenir plus fort en débloquant des Personae et en augmentant leur expérience. Quand le joueur crée une Persona via la fusion dans la Chambre de Velours, celle-ci gagnera un grand bonus d'expérience si elle est du même Arcane qu'un des Liens Sociaux du héros.
Le héros possède également des statistiques n'ayant pas de rapport avec les combats (Savoir, Charme, Courage). Ces statistiques peuvent être augmentées de différentes manières, et permettent notamment la découverte de nouveaux Liens Sociaux.

### L'Heure Sombre
Les combats de Persona 3 ont lieu durant l'Heure Sombre. Durant cette période, il faut explorer le Tartare, et monter le plus haut possible dans la tour. Plus on monte dans la tour, plus les ennemis deviennent puissants. La tour possède plusieurs gardiens (des Ombres plus puissants que les autres) qu'il faut vaincre pour continuer l'ascension. La tour possède des téléporteurs à quelques étages précis, et il est possible de retourner directement à un étage une fois le téléporteur activé. Le plan des étages est créé aléatoirement chaque nuit.
Le héros ne peut emporter que 3 alliés avec lui, il faut donc choisir en fonction des forces et des faiblesses de chacun.
Bien que l'exploration soit finalement un peu répétitive, de nombreuses situations peuvent arriver dans le Tartare (comme par exemple une séparation accidentelle du groupe, un allié se retrouvant seul contre un ennemi...)
Chaque nuit de pleine lune, durant l'Heure Sombre, une Ombre Majeure apparait et le joueur doit la combattre. Les Ombres Majeures sont les boss du jeu.

### Le système de combat
Le système de combat est semblable à celui d'un jeu de rôle classique, avec quelques particularités.
Seul le personnage principal est contrôlable, les autres protagonistes étant gérés par l'IA ; il est néanmoins possible de leur donner des ordres. Le joueur peut invoquer des Personae pour utiliser leurs capacités. C'est d'ailleurs le seul personnage du jeu à pouvoir changer de Persona en temps réel
(mécanique de jeu limitée à un changement par tour pendant les combats).
La meilleure façon de gagner les combats est de trouver les points faibles des adversaires. Lorsqu'un ennemi ou un héros est touché par un élément (feu, glace, vent, foudre, etc.) qui se trouve être son point faible, il tombe à terre et passe un tour de jeu. Si tous les ennemis sont à terre, le joueur peut choisir de lancer un "Assaut Général" (attaque de groupe) et frapper au sol tous les ennemis en même temps.
Après un combat, le joueur aura parfois le droit à un "Tirage de carte", où il pourra tirer une carte au hasard, et gagner de l'argent, de l'expérience supplémentaire, de l'équipement, voire une nouvelle Persona.

## Personnages

### Membres du SEES
Les personnages jouables sont tous membres du SEES et ont été choisis pour leur capacité à combattre les Ombres en invoquant une Persona. Les Persona sont inspirées de mythes et légendes du monde entier, avec notamment une grande présence de la mythologie gréco-romaine.
- Le protagoniste (主人公, shujinkō)

Persona : Orphée de l'arcane du Mat (Fool), puis n'importe quelle Persona existant.
Le protagoniste n'a pas de nom prédéfini, le joueur devant lui donner un nom et un prénom une fois arrivé à Iwatodai. Dans le manga de Persona 3, il se nomme Minato Arisato (有里 湊, Arisato Minato). Dans les films d'animation de Persona 3, il se nomme Makoto Yuki (結城 理, Yūki Makoto). Ce protagoniste appartient à la catégorie des héros muets, signifiant qu'à chacune de ses interventions, c'est au joueur de faire un choix parmi plusieurs réponses proposées.
C'est un jeune homme orphelin, transféré au début du jeu dans le lycée Gekkoukan.
Son pouvoir spécial lui permet d'invoquer différentes Persona, là où les autres personnages ne peuvent en invoquer qu'une seule.
- Yukari Takeba (岳羽 ゆかり, Takeba Yukari)

Persona : Io puis Isis de l'arcane de l'Amoureux (Lovers)
Présente au tout début du jeu, cette lycéenne est dans la même classe que le héros. Elle a perdu son père très jeune et recherche la vérité derrière sa mort tout en combattant les Ombres. Les personnages masculins sont souvent sujets à de la jalousie de la part de Yukari envers les autres membres féminins du groupe (surtout vers Mitsuru, pendant The Journey, et Fuuka, lors de The Answer).
- Junpei Iori (伊織 順平, Iori Junpei)

Persona : Hermès puis Trismégiste de l'arcane du Bateleur (Magician)
Deuxième personnage à rejoindre le combat, Junpei est le cancre de service, toujours prêt à combattre les Ombres. Pour lui, posséder une Persona est une chance de se mettre en valeur, et il désire à tout prix faire ses preuves, ce qui le conduira à agir inconsidérément et à jalouser le héros pour avoir été nommé à la tête du groupe de combat. C'est un personnage qui évoluera considérablement au cours du jeu.
- Mitsuru Kirijo (桐条 美鶴, Kirijō Mitsuru)

Persona : Penthésilée puis Artémis de l'arcane de l'Impératrice (Empress)
Mitsuru est l'héritière de l'empire financier de la famille Kirijo, le Kirijo Group (桐条グループ, Kirijō Gurūpu), qui est également fondateur du lycée Gekkoukan, où étudient les lycéens du dortoir Iwatodai. En plus d'être le membre le plus mûr du groupe et la première à avoir utilisé une Persona, elle est présidente du conseil étudiant (elle porte le titre d'« impératrice » (女帝, jotei) de la communication), fondatrice du SEES, et membre du club d'escrime. Au début du jeu, Mitsuru occupe la fonction de navigatrice pendant les nuits passées au Tartare, mais devient un personnage jouable à l'arrivée de Fuuka Yamagishi, qui la remplacera. Elle possède une moto qui permet à son Persona de communiquer avec ceux entrés dans le Tartare.
- Akihiko Sanada (真田 明彦 Sanada Akihiko)

Persona : Pollux puis César de l'arcane de l'Empereur (Emperor)
Akihiko est l'un des trois membres faisant déjà partie du SEES à l'arrivée du héros, avec Yukari et Mitsuru. Il s'agit d'un individu très populaire auprès des jeunes demoiselles, par ailleurs champion du club de boxe du lycée. Il avouera ne pas combattre par passion de ce sport, mais par volonté de devenir plus fort, ayant "déjà ressenti la faiblesse". Akihiko n'est pas un personnage jouable au début de l'histoire, en raison d'une blessure qui lui a été infligée au bras, mais il le deviendra peu de temps avant la troisième pleine lune du jeu.
- Fuuka Yamagishi (山岸 風花, Yamagishi Fūka)

Persona : Lucia puis Junon de l'arcane de la Papesse (Priestess)
Lors de la troisième pleine lune, Fuuka disparaît dans les couloirs du Tartare. C'est lorsqu'une Ombre majeure apparaît qu'elle réveille sa Persona, incapable de se battre mais ayant la capacité de « scanner » les ennemis, afin de découvrir leurs points faibles. Après cet événement, elle rejoint la SEES.
Fuuka n'est pas un personnage jouable lors des combats, mais elle soutient les combattants en leur apportant différentes aides, comme le « scan » des ennemis.
- Aigis (アイギス, Aigisu ; graphié « Aegis » au Japon)

Persona : Palladium puis Athéna de l'arcane du Chariot (Chariot)
Aigis est un androïde ayant l'apparence d'une jeune fille, ayant été conçue pour éliminer les Ombres. Machine à l'origine, elle développera de plus en plus de sentiments tout au long de l'histoire, et finira par devenir pratiquement « humaine », ayant même une place en tant que membre du SEES. Bien qu'elle n’apparaisse qu'au mois de juillet dans la diégèse du jeu, elle est l'un des personnages clefs de Persona 3. Aigis est aussi le personnage que le joueur dirige dans le chapitre The Answer, de Persona 3 FES.
- Ken Amada (天田 乾, Amada Ken)

Persona : Némésis puis Kala-Nemi de l'arcane de la Justice (Justice)
Ken est un jeune garçon orphelin qui s'installe au dortoir du SEES alors qu'il ne connait rien de leurs activités. Il finit par rejoindre l'équipe et se bat aux côtés du héros. Il est jeune, mais très mûr pour son âge. On apprendra que sa mère avait été tuée accidentellement deux ans auparavant par Shinjiro Aragaki, qui avait perdu le contrôle de sa Persona. Il souhaite se venger depuis ce jour.
- Shinjiro Aragaki (荒垣 真次郎, Aragaki Shinjirō)

Persona : Castor de l'arcane du Pape (Hierophant)
Shinjiro est un ancien membre du SEES. Deux ans avant les événements de Persona 3, il perdit le contrôle de sa Persona lorsqu'il chassait une Ombre, tuant accidentellement la mère de Ken Amada. Il quitta alors la SEES à cause de cela, consumé par la culpabilité. Shinjiro est un ami d'enfance de Akihiko, ce dernier ne cessant de lui demander de réintégrer la SEES, qu'il finira par rejoindre à nouveau.
- Koromaru (虎狼丸, Korōmaru)

Persona : Cerbère de l'arcane de la Force (Strength)
Koromaru est un chien, mais c'est également un utilisateur de Persona. Depuis qu'il a perdu son maître, il effectue fréquemment une balade comme si celui-ci était encore en vie, protégeant farouchement le lieu de sa mort. Après avoir à lui seul détruit une Ombre, il rejoint la SEES.
- Metis (メティス, Metisu)

Persona : Psyché de l'arcane du Pape (Hierophant)
Metis est la « sœur » de Aigis, qui apparait dans le chapitre The Answer, uniquement présent dans la version FES. Elle est, elle aussi, un androïde. Sa mission est de protéger Aigis.

### Autres Personnages
Le joueur rencontre de nombreux autres personnages durant le jeu et a souvent l'occasion de créer des liens avec eux. Voilà quelques-uns des principaux autres personnages non jouables :
- Igor

Igor est un individu énigmatique résidant dans la Chambre de Velours, personnage récurrent de la série Persona. Il maîtrise l'art de la fusion de Persona, et est accompagné d'une jeune assistante nommée Elizabeth. Igor tient une place importante dans le scénario du jeu.
- Shuji Ikutsuki

Ikutsuki est le dirigeant de la SEES et le directeur du lycée Gekkoukan. Il ne se bat pas directement contre les Ombres, et reste mémorable pour ses mauvais jeux de mots qui tombent souvent à l'eau... Il informe les héros qu'éliminer les 12 Ombres Majeures permettra de faire disparaitre l'Heure Sombre.
- Pharos

Pharos est un jeune garçon mystérieux qui apparait souvent la nuit pour parler au héros. Le joueur apprendra
sa véritable identité vers la fin du jeu...
- Ryoji Mochizuki

Ryoji apparaît vers le dernier tiers de l'intrigue, étant présenté comme un étudiant transféré à Gekkoukan High School. Il détient un rôle clé dans le scénario du jeu, et se révélera intimement lié à l'arrivée de Nyx.
- Strega

Strega est un groupe d'utilisateurs de Personae ennemi. Il est composé de 3 personnes : Takaya Sakaki, Jin Shirato et Chidori Yoshino. Ils ont pour but d'aider l'arrivée de Nyx et de causer la fin du monde.
- Nyx

Nyx, mère créatrice de toutes les Ombres, est le boss final du jeu. Son arrivée sur Terre est synonyme de la fin du monde.
- Erebus

Erebus est l'incarnation de la "Human Malice", autrement dit de l'obscurité dans l'esprit des gens. Il est le boss de final du chapitre The Answer, que les héros doivent combattre pour empêcher le retour de Nyx.

## Design du jeu
Les graphismes de Persona 3 arborent un style très manga, sombre et déstabilisant, appuyé par le character design de Shigenori Soejima (Soul Hackers). Le jeu est par ailleurs rythmé par certaines séquences d'animation. Les Personae ont un design souvent très recherché, et les Ombres un aspect étrange, dérangeant et parfois presque grotesque.
La bande originale composée par Shoji Meguro se révèle assez éclectique, mêlant J-pop, rap, jazz et électro, ce qui n'est pas courant dans les jeux vidéo.
L'univers du jeu possède une autre caractéristique unique : pour invoquer leurs Personae, les personnages doivent se tirer une balle d'Evoker dans la tête, objet à la ressemblance voulue avec un pistolet. Cette symbolique fait évidemment référence à l'une des principales thématiques du jeu, à savoir la thanatophobie et l'acceptation de la mort.
Shigenori Soejima avait d'abord imaginé une utilisation de couteaux, mais il avait peur que des enfants reproduisent ce geste, les couteaux étant bien plus courants que les pistolets au Japon.

### Inspirations
Le scénario et l'univers du jeu s'inspirent de la psychologie en général, mais plus particulièrement de la psychologie analytique de Carl Gustav Jung. L'intrigue exploite ainsi de nombreux thèmes jungiens, comme la Persona ou encore l'inconscient collectif.
Par ailleurs, Persona 3 fait de nombreuses références à la mythologie Grecque, tout d'abord par le nom de certaines Personae(Orphée, Hermès, Athéna, Cerbère...), mais aussi à travers le Tartare (référence au Tartare, un lieu des enfers) et la présence de Nyx (déesse de la nuit).
L'univers s'inspire également des cartes de tarot divinatoire, ici utilisées pour classer les Personae, les Ombres et les Liens Sociaux en catégories.
Enfin, le mécanisme de Personae fait explicitement référence aux Stands du manga JoJo's Bizarre Adventure, notamment ceux de son troisième arc narratif, Stardust Crusaders. Dans celui-ci, les protagonistes disposent tous d'une invocation à leurs ordres, classées selon une arcane du Tarot divinatoire se retrouvant dans le nom du Stand (Star Platinum, Hierophant Green, Hermit Purple, etc.)